# Ville-devant-Chaumont
Ville-devant-Chaumont (también, Ville-Devant-Chaumont) es una comuna francesa situada en el departamento de Mosa, en la región de Gran Este.

## Demografía
| 84 | 67 | 72 | 70 | 57 | 59 | 49 |
| Para los censos de 1962 a 1999 la población legal corresponde a la población sin duplicidades (Fuente: INSEE [Consultar]) |    |    |    |    |    |    |